# Звичаї та традиції Азербайджану
Традиції та звичаї Азербайджану мають довгу історію, а саме беруть свій початок з формування азербайджанського народу. В Азербайджані деякі звичаї і традиції відрізняються в залежності від регіону.

## Сімейні традиції

### Гостинність

Сім красунь «Армуду», Баку — Ічерішехер

Гостинність азербайджанської нації відрізняється наявністю різних звичаїв. За традицією, гостей не відпускають з дому без вечері. Зустрівши гостей, на стіл подають найвишуканіші страви. У стародавньому Азербайджані існував звичай: якщо прислуга виносила гостю повну сумку з продуктами на дорогу, це був натяк на те, що гостю час у зворотний шлях.

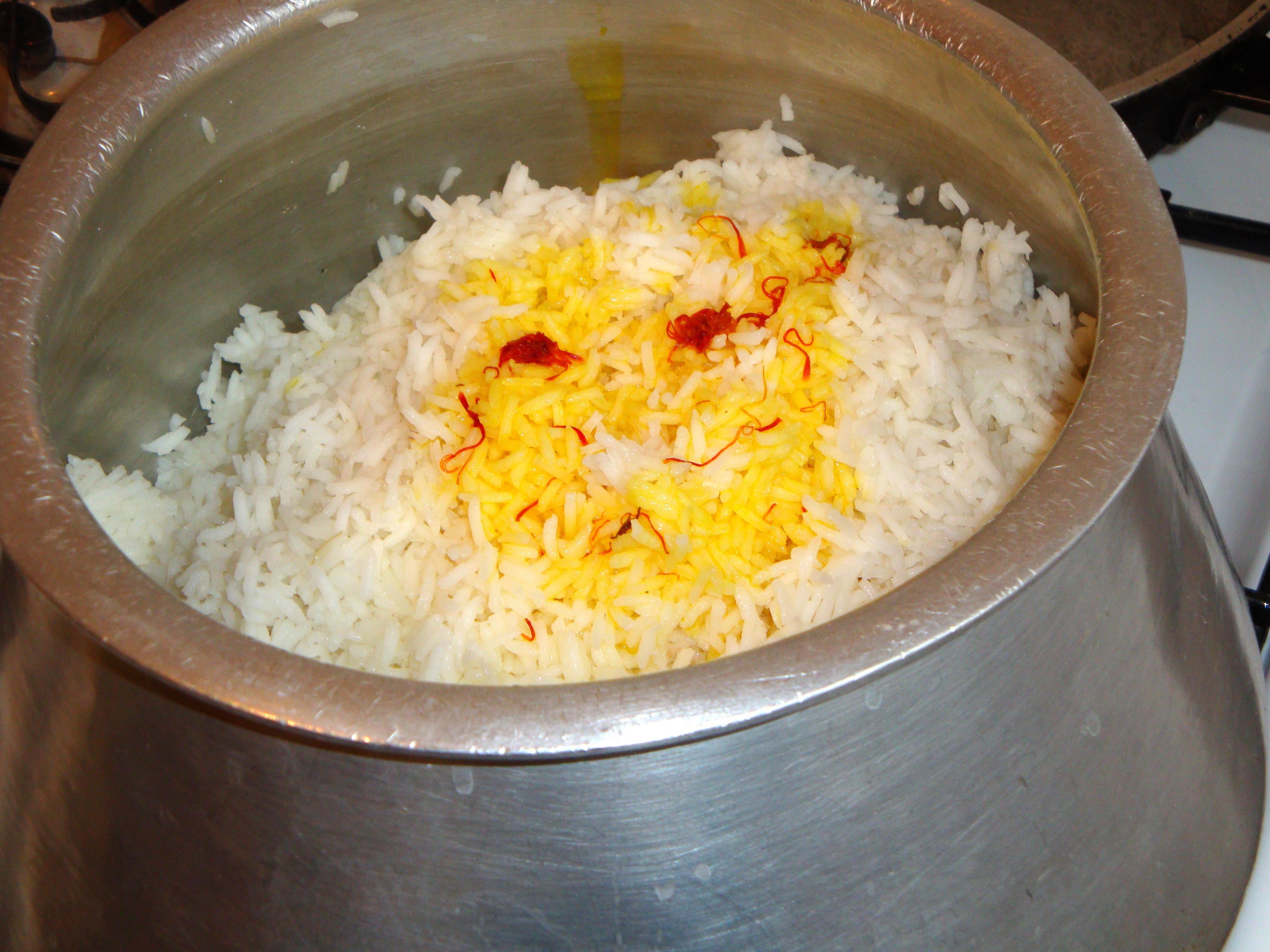
Плов

#### Чаювання
Особливе значення для азербайджанців має чай. У будь-якому азербайджанському будинку гостю насамперед пропонують чай. Завжди цим напоєм починається застілля, ним же воно і закінчується. Національної посудом для пиття чаю є «армуду» — склянка, яка за формою нагадує грушу (за іншими джерелами класичну фігуру східної жінки).
Подача чаю гостям — одна з древніх традицій Азербайджану. Азербайджанський народ, як правило, віддає перевагу вмочати в чай шматочок цукру, а потім смоктати шматочок і повільно пити чай, замість того щоб додавати в нього цукор. Символом гостинності вважається подача чаю безпосередньо перед основним прийомом їжі з різними видами варення (полуниця, інжир, абрикос, ожина, вишня, волоський горіх), солодощів і фруктових десертів. Чайний стіл не обходиться без лимона. Господарі подають гарячий чай в чашці або армуду. Головне в процесі приготування чаю — техніка приготування окропу. Запах і смак свіжого самоварного чаю (самовар — металева ємність для кип'ятіння води) унікальний і не може зрівнятися з іншими чайними запахами. Азербайджанська сім'я з чотирьох осіб вживає приблизно 500 г чаю на місяць і приблизно 6-8 кг на рік.
Чай подають на будь-який церемонії в Азербайджані, чи то похорон, чи весілля. Чи є чай солодким або без цукру показує рішення або, принаймні, думку батьків дівчини про шлюб в процесі сватання. Цукор — ключовий показник їхньої згоди.

#### Страви

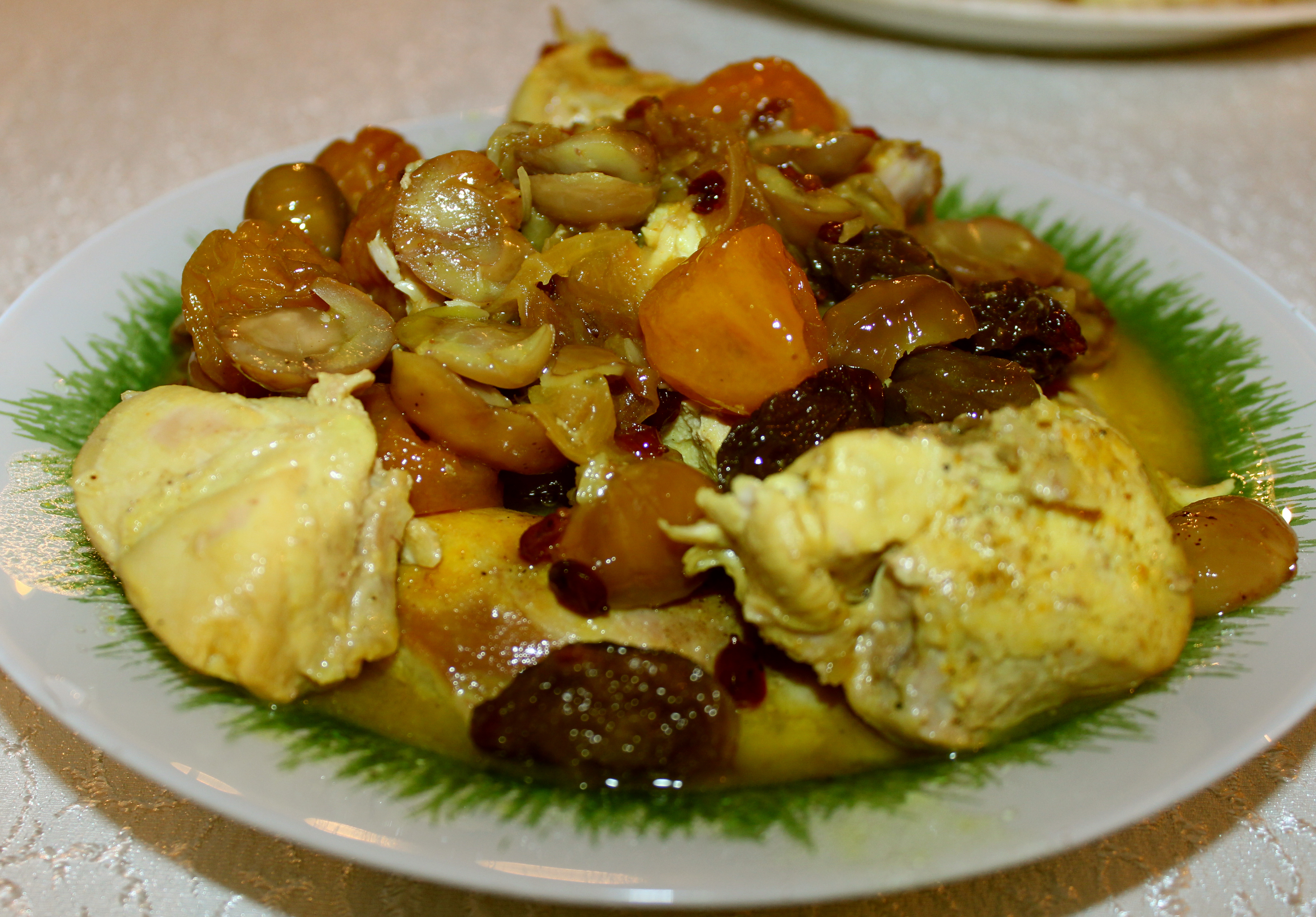
Гарнір плову

Традиційними стравами, якими пригощаються зазвичай гості, є «аш» (плов), причому є дуже багато різновидів, «долма» і «кабаб» (шашлик), якщо пригощання проходить на дачі або в будинку з двором.

### Шлюб і весілля
Більшість з азербайджанських традицій стосуються саме весілля. Як відомо, весілля в азербайджанській сім'ї — це урочисті заходи, які проводяться в кілька етапів, на кожному з яких свої звичаї і правила.

#### Попереднє знайомство
Першим етапом є знайомство батьків і родичів. Але до цього етапу кожна зі сторін через спільних знайомих дізнаються про майбутніх родичів певну інформацію.

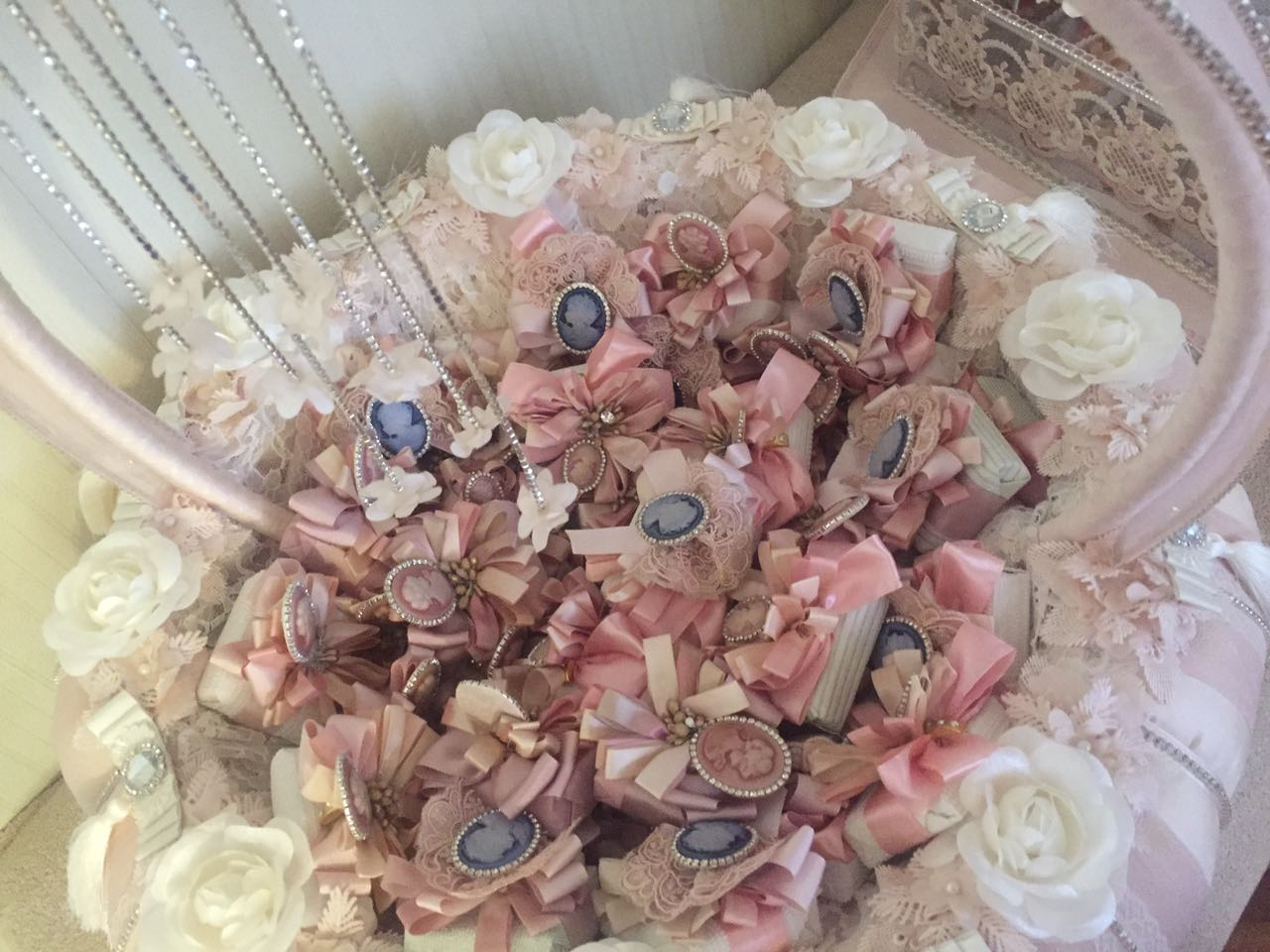
«Хонча» з цукерків

Далі жіноча половина родичів нареченого йдуть знайомитися з майбутньою нареченою та її матір'ю. Наступним етапом після знайомства жінок двох сімей є сватання.

#### Сватання

У сватанні здавна брали участь тільки кілька чоловіків з двох сімей. У сучасному Азербайджані на сватанні бувають й жінки. На даному етапі сторона нареченого отримує остаточну відповідь від батька нареченої, і якщо відповідь позитивна, то отримують «хері» (так — згоду) і подають солодкий чай. У більшості випадків нареченій надягають обручку на безіменний палець лівої руки.

#### Заручини
Заручини відбувається після отримання згоди з боку сім'ї нареченої. Згідно зі спільним рішенням обох сімей відбувається або маленька церемонія з найближчими родичами, або ж велике торжество (на зразок весілля). Сім'я нареченого приносить обручку, хустку, багато «хончі» (підносів) та інші подарунки й солодощі. До заручин сім'я нареченого робить покупки для нареченої і все це приносять на тацях. На церемонії нареченій надягають обручку і накидають хустку на голову.

#### Звичаї

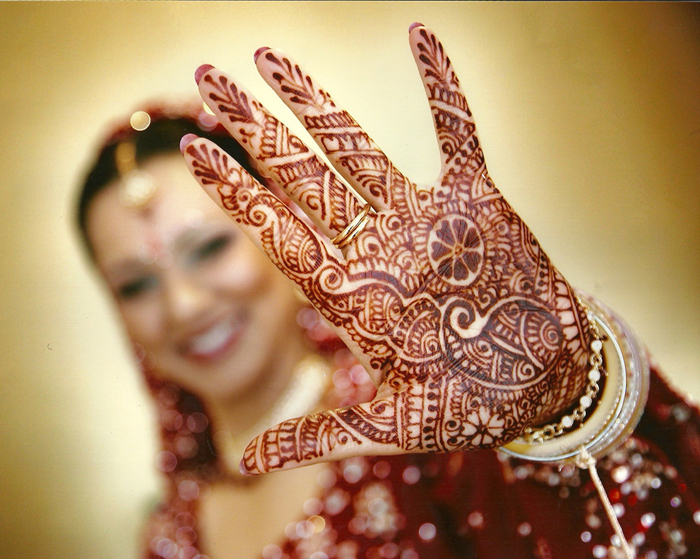

Після заручин зазвичай наречена кладе свою праву руку на голови неодружених дівчат, що означає «бажаю і тобі такого щастя». Далі наречена дає свою обручку приміряти іншим дівчатам; згідно з повір'ям, котрій з них обручка підійде, та першою вступить у шлюб.
Також є така прикмета — якщо неодружена дівчина відкусить цукерку зі святкового столу церемонії заручин і половинку відкладе під подушку, то уві сні побачить свого майбутнього нареченого.

#### «Хна яхти»
За тиждень до весілля сім'я нареченої проводить урочистий захід, в якому беруть участь всі жінки з обох сімей. Це церемонія триває весь вечір, кінцевою метою є нанесення візерунків хною на руки нареченої, а також інші дівчата малюють хною візерунки на своїх руках. Сім'я нареченого приносить в дар «хончі» — таці, наповнені солодощами та подарунками, нареченій, які в ході церемонії розкриваються і показуються всім гостям.

#### Укладання шлюбу
Після заручин настає найурочистіший етап — весілля. Підготовка до весілля триває дуже довго, і кожна зі сторін виконує свої обов'язки. На даному етапі часто сім'ї ходять один до одного в гості і знайомляться ближче. Наймається урочистий будинок, де збираються всі родичі і друзі двох сімей. На весіллі зазвичай поруч з нареченою йдуть дві дівчини (одна — з родини нареченого, інша — нареченої) та несуть дзеркало (дзеркало долі) і дві свічки, яких носять дівчата; .

#### Сторона нареченого
Сім'я нареченого на даному етапі готується до прийняття приданого, тобто займається ремонтом, прибиранням квартири, покупками нареченій коштовностей та одягу.

#### Сторона нареченої
Сім'я нареченої готує придане для нареченої. Зазвичай в азербайджанських сім'ях придане збирають майже з народження дівчинки. Це бувають чайні і обідні сервізи, білизна, різне домашнє та побутове начиння. У придане також входить спальня, вітальня й кухонні меблі.

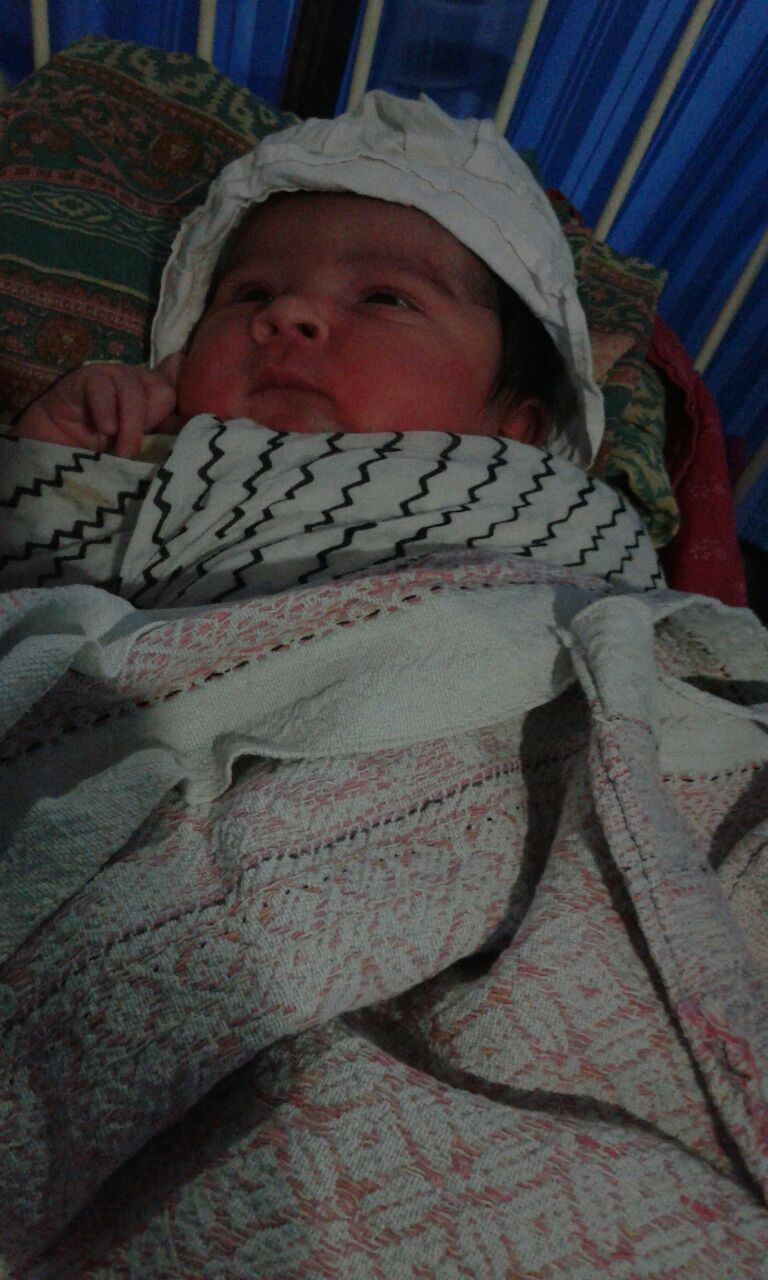
Новонароджена дитина

### Народження дитини
Народження дитини в азербайджанських родинах також урочисто відзначається і має свої звичаї і традиції. Після пологів і обрізання пуповини немовля купають в солоній воді, щоб дитина була правдивою і сміливою. Також 40 днів після народження дитини не прийнято відвідувати її. У 40-ий день проводять урочисту церемонію, і всі родичі привозять дитині подарунки. Коли у дитини прорізуються перші зубки, в родині готують спеціальну страву — хядік (hədiy) — з семи видів зернових культур. Згідно з віруваннями, завдяки цьому зуби у немовляти прорізаються швидше і безболісно. Після першого дня народження немовляті стрижуть перше волосся.
Вибір імені
При народженні дитини одним з найбільш спірних моментів є вибір імені. За звичаєм, якщо в родині народився першим хлопчик, то йому дають ім'я дідуся (по батьківській лінії). Також вибір може зупинитися на імені, яке найбільш пасує до імен батьків або старших дітей в сім'ї. Рідко звертається увага на значення імені.

## Свята
Основними святами азербайджанської нації, яка багата традиціями і звичаями, є мусульманські свята Рамадан і Курбан-байрам, а також Наврез.

### Свято Рамадан

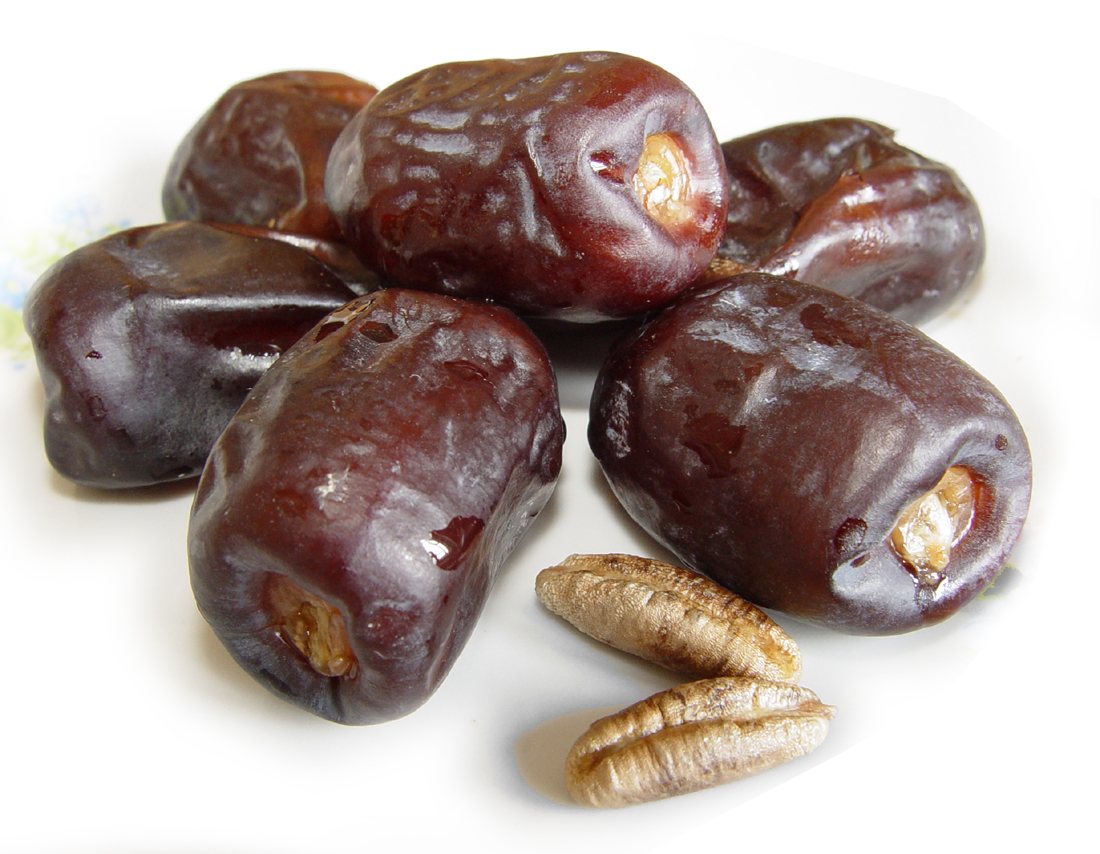
Фініки

У мусульман царем 11 місяців є саме місяць Рамадан. Протягом даного місяця мусульмани в денний час відмовляються від прийому їжі, пиття, куріння й інтимної близькості. Піст починається з початку світанку (після ранкового «азана») і закінчується після заходу сонця (після вечірнього «азана»). Починаючи піст, вимовляється «ніят», а ввечері перед «іфтаром» читається молитва, і піст припиняється питтям теплої води і куштуванням хурми (священний плід у мусульман). На 30-ий день цього місяця проводиться свято. Забезпечені сім'ї дають «закят» (подаяння, милостиня) бідним. Щорічно дата початку місяця Рамадана зсувається приблизно на 11 днів назад і перший день Рамадана визначається астрономічними обчисленнями та спостереженням за місяцем.

### Свято Курбан-байрам
Це мусульманське свято пожертвування, який відзначається після 70 днів опісля Рамадана. Згідно з Кораном, до пророка Ібрахіма уві сні з'явився ангел і передав йому веління від Аллаха принести в жертву старшого сина Ісмаїла. Ібрахім вирушив у долину Міна до того місця, де нині стоїть Мекка, і почав приготування. Його син, який знав про це, не пручався, але молився. Виявилося, що це було випробування від Аллаха, і коли жертва була майже принесена, ніж виявився тупим і не різав. В жертву замість сина був принесений баран, і відтоді це стало звичаєм. У цей день люди, які заробляють гроші і не мають боргів, приносять в жертву барана, верблюда або корову і роздають всім знайомим бідним. Жертві повинно бути не менше півроку і вона повинна бути здорова. На світанку мусульмани йдуть в мечеть до ранкової молитви, а після неї приносять жертву.

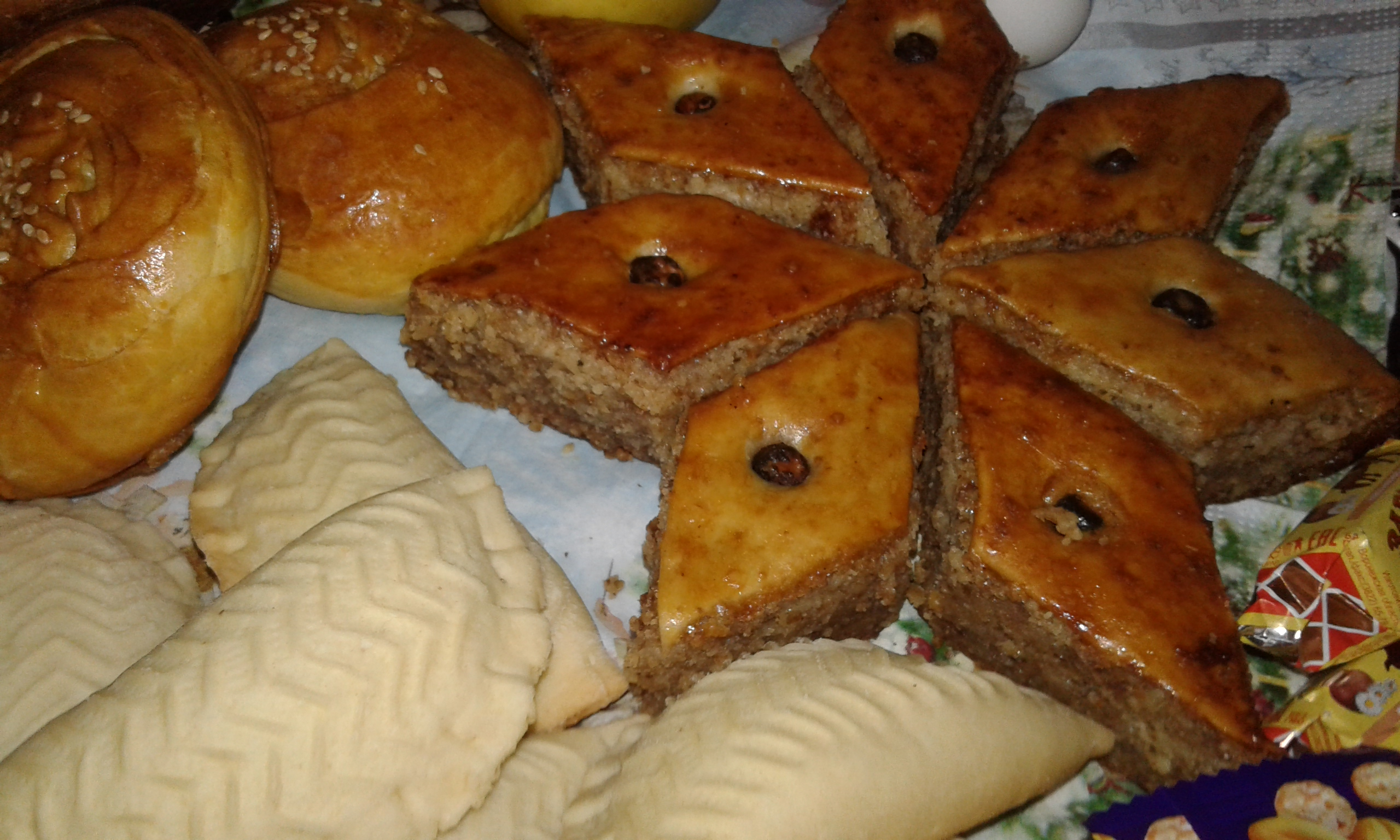
Шекербура, пахлава і гогал

### Свято Новруз
Це свято весни, яке святкується 20-21 березня, в день весняного рівнодення, але за місяць до цього починається підготовка. Напередодні святкуються чотири вівторка зими (чяршянбя), що символізують воду, вогонь, вітер і землю. Святкування починається з вечора вівторка, на вулицях спалахують вогнища, люди танцюють навколо нього, а потім стрибають через багаття, залишаючи біди року у вогні.

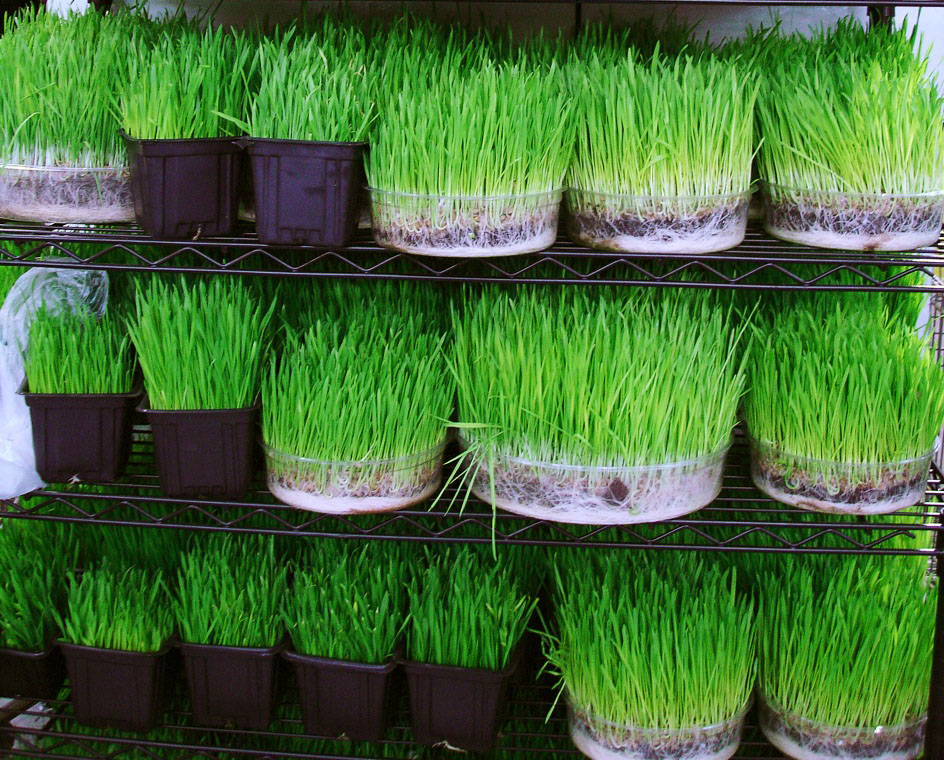
«Сямяні»

Святкування Навреза насичене символікою. До свята жінки сім'ї готують різні солодощі: «шекербуру», «пахлаву» і «гогал». «Шекербура» символізує місяць. «Пахлава» є символом зірок на небі, а її шари (9 або 12) символізують шари Землі, атмосфери. А «гогал» є символом Сонця. На святковому столі також є фарбовані варені яйця, й існує гра, де їх перевіряють на міцність. У дні свята ввечері запалюють свічки на кожного члена сім'ї. А також на столі повинно бути «сямяні» (пророщене насіння пшениці).
З давніх часів в Наврез неодружені дівчата проводили різні ворожіння: підслуховування під дверима, на свічках, на обручці та ін..
30 вересня 2009 року Наврез був включений ЮНЕСКО до Списку шедеврів усної та нематеріальної культурної спадщини людства, й відтоді 21 березня оголошено Міжнародним днем Наврез.
Крім всіх розважальних традицій і звичаїв, є також ті, які мають відношення до похорону. Якщо вдома хтось помирає, всі дзеркала покриваються полотном, щоб уникнути поселення духу померлого в них. Ховати померлих прийнято протягом 24 годин після смерті, тобто якомога раніше. Над тілом померлого проводять мусульманський обряд обмивання. Родичі та друзі проводять « Джаназа-намаз». В ісламі дозволяється ховати покійного в одязі, тому померлого потрібно огорнути в саван (кафан — біле полотно). Далі небіжчик кладеться на табут, після чого кришку закривають і покривають тканиною, зазвичай зеленою (символ ісламської релігії). Якщо померлий чоловік молодий, то прийнято покривати червоною тканиною. Ховають на сімейному кладовищі. Коли померлий кладеться на землю, його голова повинна бути повернутою в бік Кібли, після чого на могилу кидається жменя землі і промовляється молитва. Характерною рисою мусульманських кладовищ (також і азербайджанських) є те, що всі могили і надгробні пам'ятники спрямовані своїми фасадами в сторону Мекки. 40 днів в будинку не включається музика і щочетверга в дім приходять гості — родичі та друзі, щоб розділити горе родини. На 40 день після смерті проводиться церемонія, приїжджають родичі і друзі, чоловіки відвідують кладовище, читається «Сура Ясін». Зазвичай зводяться намети, де вранці жінки, а вдень чоловіки збираються, читаються молитви і всім гостям подається «Ехсан» (частування на честь померлого); зазвичай плов, «довга» і «халва» (борошно, підсмажене в олії і налите сиропом).